# Агентирование морских судов
Агентирование морских судов — комплекс услуг, оказываемых за вознаграждение морским агентом по поручению и за счёт судовладельца от своего имени или от имени судовладельца в определённом порту или на определённой территории  
.
Согласно условиям договора морского агентирования морской агент выполняет следующие действия :
- выполняет различные формальности, связанные с приходом судна в порт, пребыванием судна в порту и выходом судна из порта: содействие в предоставлении судну причала, плавсредств (буксиров, катеров и др.), а также лоцманской проводки;
- оказывает помощь капитану судна в установлении контактов с портовыми и местными властями;
- защищает интересы судовладельцев перед таможенными органами, администрацией портов, грузовладельцами и др.;
- оказывает помощь в организации снабжения судна и его обслуживания в порту: обеспечение судна топливом (бункеровка), продовольствием и предметами технического обеспечения, организация ремонта судна;
- осуществляет смену членов экипажа судна;
- оформляет документы на груз и оказывает содействие в быстрейшем выполнении погрузочно-разгрузочных операций;
- инкассирует суммы фрахта и иные причитающиеся судовладельцу суммы по требованиям, вытекающим из договора морской перевозки груза;
- оплачивает по распоряжению судовладельца и капитана судна суммы, подлежащие уплате в связи с пребыванием судна в порту;
- привлекает грузы для линейных перевозок;
- осуществляет сбор фрахта;
- осуществляет экспедирование груза;
- совершает иные действия в области морского агентирования [5].

Компенсация расходов по обслуживанию судна и размер выплачиваемого судовладельцем вознаграждения определяется действующими тарифами и соглашениями сторон.